# Distretto di Toliara II
Il distretto di Toliara II è un distretto del Madagascar situato nella regione di Atsimo-Andrefana. Ha per capoluogo la città di Toliary.
La popolazione del distretto è di 250 432 abitanti (censimento 2011)Maromiandra (Toliara II)